# Eurysphindus plaumanni
Eurysphindus plaumanni är en skalbaggsart som beskrevs av Sen Gupta och Roy Crowson 1979. Eurysphindus plaumanni ingår i släktet Eurysphindus och familjen slemsvampbaggar. Inga underarter finns listade i Catalogue of Life.